# Mobaye (subprefektur)
Mobaye är en subprefektur i Centralafrikanska republiken.   Den ligger i prefekturen Basse-Kotto, i den södra delen av landet, 300 km öster om huvudstaden Bangui.
I omgivningarna runt Mobaye växer huvudsakligen savannskog. Runt Mobaye är det ganska glesbefolkat, med 29 invånare per kvadratkilometer.